# Voglio la gonna
Voglio la gonna è il secondo album in studio del cantautore italiano Luigi Strangis, pubblicato il 14 ottobre 2022 dall'etichetta 21co.

## Descrizione
Dopo circa cinque mesi dalla vittoria di Amici di Maria De Filippi e dal suo debutto discografico con l'EP Strangis, Luigi Strangis ha pubblicato Voglio la gonna il 14 ottobre 2022. 

In un'intervista, spiegando il titolo, racconta: 

## Tracce
1. Occhi lucidi – 2:32
2. Chissenefrega – 2:33
3. Stai bene su tutto – 2:36
4. Sembra Woodstock – 2:30
5. Strano – 2:29
6. Non cambia mai – 3:10
7. Niente a parte te – 2:44
8. Bang Bang – 2:47
9. Tracce di te – 3:37
10. Cicatrici – 2:41

## Classifiche

### Classifiche settimanali
| Classifica (2022) | Posizione massima |
| ----------------- | ----------------- |
| Italia            | 6                 |